# Aleksandar Markov
Aleksandar Markov (bulgare : Александър Марков), né le 17 août 1961 à Sofia en Bulgarie, est un footballeur international bulgare qui évoluait au poste de défenseur.

## Biographie

### Carrière en club
Aleksandar Markov évolue en Bulgarie pendant seize saisons, avant de terminer sa carrière aux États-Unis.
En Bulgarie, il joue en faveur du Lokomotiv Sofia, du Spartak Pleven, du Slavia Sofia et du Levski Sofia. 
Il dispute 66 matchs en première division bulgare avec le Levski. Il remporte trois titres de champion et deux Coupes de Bulgarie avec le Levski.
Participant aux compétitions européennes, il dispute quatre matchs en Coupe d'Europe des clubs champions, quatre matchs en Coupe de l'UEFA, et enfin deux matchs en Coupe des coupes.

### Carrière en sélection
Aleksandar Markov reçoit 23 sélections en équipe de Bulgarie, sans inscrire de but, entre 1983 et 1993. Toutefois, seulement 20 sélections sont officiellement reconnues par la FIFA.
Il joue son premier match en équipe nationale le 4 mai 1983, en amical contre Cuba (victoire 5-2 à Sofia).
Il dispute trois matchs rentrant dans le cadre des éliminatoires du mondial 1986, et deux matchs rentrant dans le cadre des éliminatoires du mondial 1994.
Il figure dans le groupe des sélectionnés lors de la Coupe du monde de 1986. Lors du mondial organisé au Mexique, il joue deux matchs : contre l'Italie, et l'Argentine.

## Palmarès
Levski Sofia
- Championnat de Bulgarie (3) :
  - Champion : 1992-93, 1993-94 et 1994-95.
  - Vice-champion : 1991-92 et 1995-96.

- Coupe de Bulgarie (2) :
  - Vainqueur : 1991-92 et 1993-94.
  - Finaliste : 1995-96.